# Pedregal (Ames)
Pedregal (en gallego y oficialmente, O Pedregal)es una aldeaespañola situada en la parroquia de Ortoño, del municipio de Ames, en la provincia de La Coruña, Galicia.

## Demografía
La población registrada el 1 de enero de 2023 era de 72 habitantes, de los cuales 32 eran hombres y 40 mujeres.
| Gráfica de evolución demográfica de Pedregal entre 2000 y 2023 |
|                                                                |
| Datos según el nomenclátor publicado por el INE.               |